# Thelypteris steyermarkii
Thelypteris steyermarkii är en kärrbräkenväxtart som beskrevs av Alan Reid Smith. Thelypteris steyermarkii ingår i släktet Thelypteris och familjen Thelypteridaceae. Inga underarter finns listade.